# Het Moederland Roept
Het Moederland Roept  (Russisch: Родина-мать зовёт!; Rodina-mat zovjot!, letterlijk te vertalen als "Het Moederland Roept") is een 85 meter hoog standbeeld op de Mamajev-koergan, dat in 1967 gebouwd is in de Russische stad Wolgograd, bekender onder de naam Stalingrad. Het is een monument in de stijl van het socialistisch realisme, dat de Slag om Stalingrad herdenkt en oproept tot strijd voor de Sovjet-Unie. Van de voet van de koergan voeren tweehonderd traptreden, symbolisch voor de tweehonderd dagen dat de slag om Stalingrad duurde, naar de sokkel van het beeld. Het beeld kijkt uit naar het noordoosten uit over de Wolga, die op anderhalve kilometer afstand stroomt. Vanaf de Wolga lopen eerst de Maarschalk Krylovstraat en dan de Laan van Lombardische Populieren langs een reeks militaire en politieke symbolen naar het beeld.

Statue of Unity, Grote Boeddha van Lushan, Vrijheidsbeeld, Het Moederland roept, Christus de Verlosser en David (van Michelangelo)

Bij de voltooiing was Het Moederland Roept het hoogste standbeeld ter wereld. Bij het Vrijheidsbeeld wordt echter vaak de hoge sokkel meegeteld, dan is dat met 93 meter iets hoger. 

## Achtergrond
Het standbeeld werd in 1967 voltooid. De hoogte is 85 meter, gemeten van de top van het zwaard tot aan de voet van het beeld. Het beeld zelf is 52 meter hoog, waarboven het zwaard dus nog 33 meter uitsteekt. Dit zwaard was oorspronkelijk van roestvast staal, maar dat bleek te zwaar. Bij harde wind zette het zwaard te veel kracht op het beeld, zodat het in 1972 vervangen werd.
Het beeld staat afgebeeld op het wapenschild en de vlag van de oblast Wolgograd die in 2000 in gebruik genomen is.

## Creatie
De belangrijkste beeldhouwer was Jevgeni Voetsjetitsj. De montage van de structuur van het beeld werd uitgevoerd onder toezicht van Nikolaj Nikitin.
Het beeld is gemodelleerd naar Valentina Izotova, een inwoonster van de stad. Ze werd voor het poseren gerekruteerd door Lev Maistrenko, een artiest die begin jaren zestig aan het monument werkte. Volgens sommige bronnen is het beeld deels geïnspireerd door de Nikè van Samothrake.
Vasili Tsjoejkov, een politicus en maarschalk van de Sovjet-Unie, ligt begraven in het gebied rond het monument.

## Instortingsgevaar
In 2009 werd bekend dat het beeld op instorten stond door het stijgende water. Het monument zou sneller dan verwacht wegzakken en op dat moment al zo'n 20 centimeter uit het lood staan. In 2010 is de constructie hersteld.

Vlag van de oblast Wolgograd